# Лукач, Ласло
Ласло Лукач (венг. Lukács László; 24 ноября 1850, Златна, Трансильвания — 23 февраля 1932. Будапешт) — венгерский политический деятель, министр финансов и премьер-министр Венгрии в 1912—1913 годах.

## Биография
Лукач изучал право в университете Клужа, преподавал в Юридической академии в Дьёре.
В 1877 году он взял на себя управление рудником своей семьи в Златне. С 1878 года был депутатом венгерского парламента от Либеральной партии.
Лукач был 1887—1891 года руководителем налогового ведомства, в 1895 году занял пост министра финансов в кабинете Дезё Банфи, и сохранил его ещё в нескольких кабинетах вплоть до 1905 года. После перерыва в политической карьере, он в 1910 году снова стал министром финансов в правительстве Кароя Куэн-Хедервари.
После отставки Кароя Куэн-Хедервари Лукач был 22 апреля 1912 года назначен премьер-министром и одновременно занял пост министра внутренних дел. Во время своего пребывания он боролся против яростной обструкции оппозиции, против принятия военного и избирательного законов. Из-за грубых финансовых нарушений в финансировании избирательной кампании основанной им Партии национального труда Лукач 10 июня 1913 года был вынужден уйти в отставку. Новым лидер партии и премьер-министром стал Иштван Тиса.
После 1919 года без особого успеха участвовал в организации новых партий — Национальной центристской и Национальной гражданской. За его предыдущие заслуги Миклош Хорти в 1920 году назначил его членом верхней палаты парламента.